# Zone archéologique de la grotte des Guanches

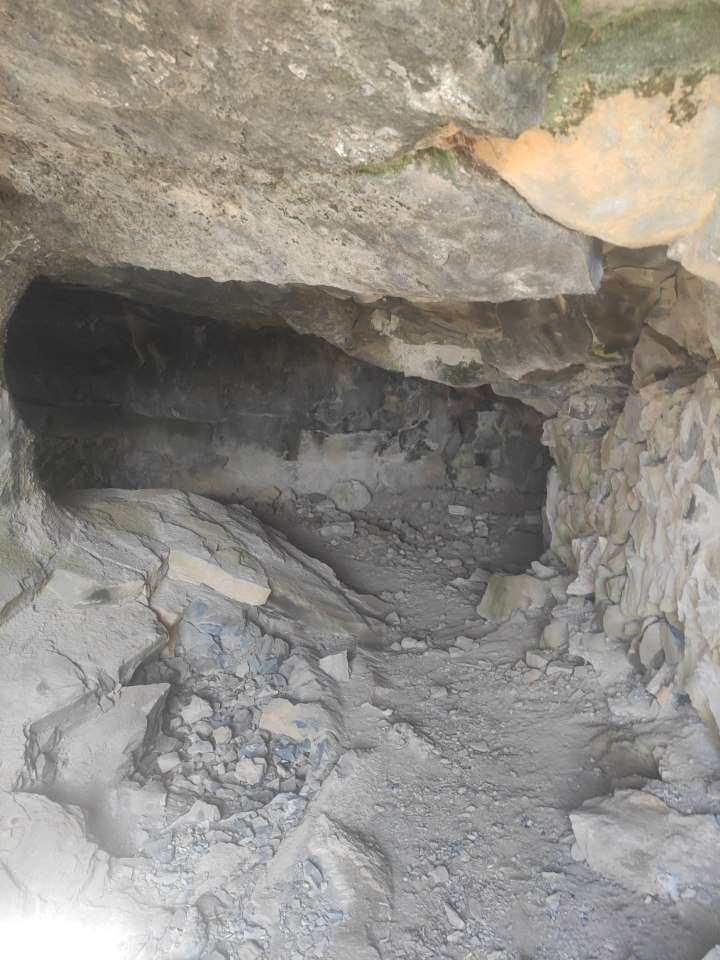
Grotte des Guanches, Icod de los Vinos, Tenerife.

La zone archéologique de la grotte des Guanches (en espagnol : Zona Arqueológica de la Cueva de los Guanches) est un important site archéologique situé dans le Nord de l'île de Tenerife (îles Canaries, Espagne).

## Site
L'endroit est situé dans la commune d'Icod de los Vinos, près des Cuevas de Don Gaspar qui est le lieu où l'on a trouvé les établissements autochtones guanches les plus anciens de l'île de Tenerife et les chronologies les plus anciennes des îles Canaries, avec des datations du VIe siècle av. J.-C., selon les analyses réalisées sur les céramiques trouvées à l'intérieur.
La région était au temps des autochtones un village de grottes naturelles et de huttes (aujourd'hui disparues) situés en haut de la falaise de la plage Moreno, à environ 125 mètres au-dessus du niveau de la mer. Le site est également célèbre pour une sépulture individuelle qui y a été trouvée, ce qui est rare pour les anciens indigènes des îles Canaries.
Sur le site ont été trouvés de nombreux artefacts : des tessons de poterie faites à la main, des poinçons en os, des restes osseux de caprinés, des coquilles de mollusques marins et une mâchoire inférieure humaine.